# DmC: Devil May Cry
DmC: Devil May Cry je akční adventura z roku 2013, kterou vyvinula společnost Ninja Theory a vydala společnost Capcom. Vyšla v lednu pro PlayStation 3, Xbox 360 a Windows a je restartem série Devil May Cry.

## Příběh
Příběh hry se zaměřuje na postavu hráče mladého tuláka Danteho, který tajně loví démony, kteří žijí mezi lidmi a vládnou jim. Znovu se setkává se svým dvojčetem Vergilem, který ho požádá o pomoc při zabíjení mocných démonů, což vyvrcholí bojem proti králi démonů Mundovi, který zavraždil Dantovu matku a odsoudil jeho otce k věčnému vyhnanství a utrpení.

## Vývoj
O nový díl série Devil May Cry požádala společnost Capcom a výsledkem byl úplný restart. Capcom si pro vývoj hry vybral společnost Ninja Theory, která jim pomáhala zajistit, aby hratelnost připomínala předchozí tituly, ale zároveň se od nich lišila.

## Vydání
Hra vyšla v lednu 2013 pro PlayStation 3, Xbox 360 a Windows.

### Ohlasy
První reakce na hru byly vesměs negativní, obecně v důsledku Danteho vizuálního přepracování a drastické změny tónu jeho postavy. Přesto se hra po vydání dočkala pozitivních recenzí, ale méně příznivého přijetí mezi fanoušky. Kritici chválili hratelnost, výtvarný styl a příběh, ale kritizovali Dantův redesign.

### Dění po vydání
Rozšíření DLC pro hru s názvem Vergil's Downfall, které se odehrává po hlavní hře a jehož hratelnou postavou je Dantův bratr Vergil, bylo vydáno 23. března 2013.
Remasterovaná edice hry s názvem DmC: Definitive Edition obsahuje veškerý stahovatelný obsah, nové kostýmy a nové herní prvky, jako je například systém ručního zaměřování, byla vydána 10. března 2015 pro PlayStation 4 a Xbox One. Vyvinula ji společnost QLOC.
V roce 2019 vyšlo pokračování Devil May Cry 5.